# やまだ有見
やまだ有見（やまだゆうみ、10月2日 -）は日本のシナリオライター。株式会社PolkaDotを退職してフリー。佐賀県出身。東京学芸大大学院在学中、ゲームシナリオライターとして活動スタート。大学院修了後フリー期間を数年経験、株式会社ランアンドガンの女性向けシナリオ制作チームのまとめ役として執筆及び統括を行っていた。性格はうんざりするほどポジティブシンキング。
情熱的な人が大好き。いつでも本気が信条。と本人がブログで語っている。

## 作品リスト
本人がシナリオ執筆、または監修を行ったもの。

### 家庭用ゲーム
- 仔羊捕獲ケーカク!～スイートボーイズライフ
- 流行り神2（辞書部分テキスト）
- 翡翠の雫　緋色の欠片２（サブシナリオ）
- 内田康夫DSミステリー 名探偵・浅見光彦シリーズ「副都心連続殺人事件」
- スキップビート！（ゲーム版）
- Lucian Bee's RESURRECTION SUPERNOVA（メインシナリオ）
- DearGirl～Stories～響（メインシナリオ）
- Lucian Bee's JUSTICE　YELLOW/EVIL　VIOLET（メインシナリオ）
- 恋愛番長　命みじかし恋せよ乙女！Love is Power（メインシナリオ）
- コープスパーティーBook of Shadow（サブシナリオ）
- 月華繚乱ROMANCE（メインシナリオ）
- 恋愛番長２　MIDNIGHT　LESSON（メインシナリオ）

### 携帯ゲーム
- コチラ★生徒会魔物ハンターズ
- 学園天使ラプソディ
- ホストがカレシ!?～僕の恋愛基礎講座～
- 神様！恋愛注意報!?（電子書籍小説）
- Sweet*Gardian～お嬢様の恋愛レッスン～
- 高校教師ラブ物語
- 執事育成計画★
- 禁断・放課後の恋人２
- ラブマジ
- ラブ☆レシピ～恋のエッセンス
- ホスラブ★トラブル
- 恋する生徒会室（アプリシナリオ）
- 恋人はお医者様
- 弁護士危険な恋
- ご主人様は先生
- 声★恋～恋人は声優さん～
- 恋人はトップアイドル
- 恋の魔女と五つの呪いシリーズ
- マフィアなダーリン★
- DIABOLIK LOVERS

### パソコンゲーム
- 剣が君

### ドラマCD
- 学園天使ラプソディ～天使のささやきBOX～（脚本＋作詞）
- 乙女的恋革命★ラブレボ!!DS・特典ドラマCD
- 放課後の恋人～始まりのチャイム～
- 禁断放課後の恋人２～先生と、ふたりきり～
- ラブ☆レシピ～変なエッセンス
- ひぐらしのなく頃にドラマＣＤ～語咄編３～
- Lucian Bee's キャラクターソングＣＤ vol.1ヴァン
- Lucian Bee's キャラクターソングＣＤ vol.2ジェシー
- Lucian Bee's キャラクターソングＣＤ vol.3カトル
- Lucian Bee's キャラクターソングＣＤ vol.4ルーク
- Lucian Bee's キャラクターソングＣＤ vol.5アンジェラ

### 書籍
- 忍花札２～百華争鳴～（シナリオ）
- 12人の優しい殺し屋～ライブラ：黒き審判～（漫画原作）

### WEBコンテンツ
- ゲゲゲの鬼太郎（公式サイトコンテンツ）